# Krishna Poonia
Krishna Poonia, née le 5 mai 1982 dans le district de Hisar, une athlète indienne spécialiste du lancer de disque.

## Biographie
Elle fait partie des Jats.
Son meilleur lancer est de 63,69 m, réalisé à Chula Vista le 29 avril 2010. Elle remporte les Jeux du Commonwealth chez elle la même année.
Elle avait participé aux Championnats du monde à Berlin (non qualifiée pour la finale), aux Jeux olympiques de Pékin (idem), aux Championnats du monde d'Osaka (idem) et avait terminé cinquième des 18e Jeux du Commonwealth à Melbourne en 2006.
Aux Jeux olympiques de 2012, initialement septième du lancer du disque, elle est reclassée sixième après la disqualification pour dopage de la Russe Darya Pishchalnikova,.

### Palmarès
| Date | Compétition          | Lieu      | Résultat | Performance |
| ---- | -------------------- | --------- | -------- | ----------- |
| 2005 | Championnats d'Asie  | Incheon   | 3e       | 57,67 m     |
| 2006 | Jeux du Commonwealth | Melbourne | 5e       | 58,65 m     |
| 2006 | Jeux asiatiques      | Doha      | 3e       | 61,53 m     |
| 2007 | Championnats d'Asie  | Amman     | 3e       | 55,38 m     |
| 2009 | Championnats d'Asie  | Canton    | 3e       | 59,84 m     |
| 2010 | Jeux du Commonwealth | New Delhi | 1re      | 61,51 m     |
| 2010 | Jeux asiatiques      | Canton    | 3e       | 61,94 m     |
| 2011 | Championnats d'Asie  | Kōbe      | 4e       | 56,23 m     |
| 2012 | Jeux olympiques      | Londres   | 6e       | 63,62 m     |
| 2014 | Jeux asiatiques      | Incheon   | 4e       | 55,57 m     |

### Record
| Épreuve          | Performance | Lieu    | Date       |
| ---------------- | ----------- | ------- | ---------- |
| Lancer du disque | 64,76 m     | Wailuku | 5 mai 2012 |